# Paweł Frenkel

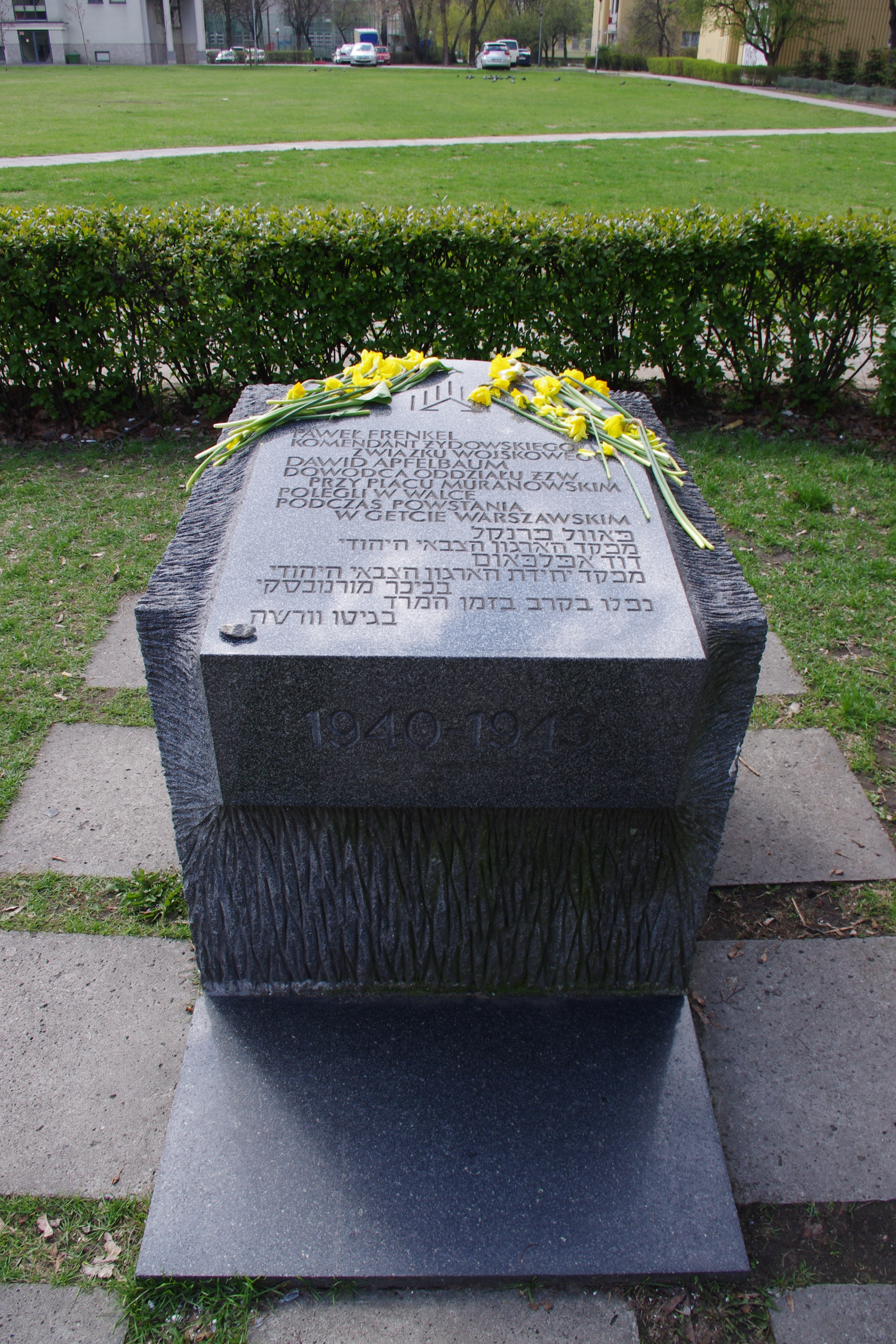
Blok kamienia Traktu Pamięci Męczeństwa i Walki Żydów upamiętniający dowódców ŻZW w getcie warszawskim Pawła Frenkela i Dawida Moryca Apfelbauma przy ul. Dubois w Warszawie

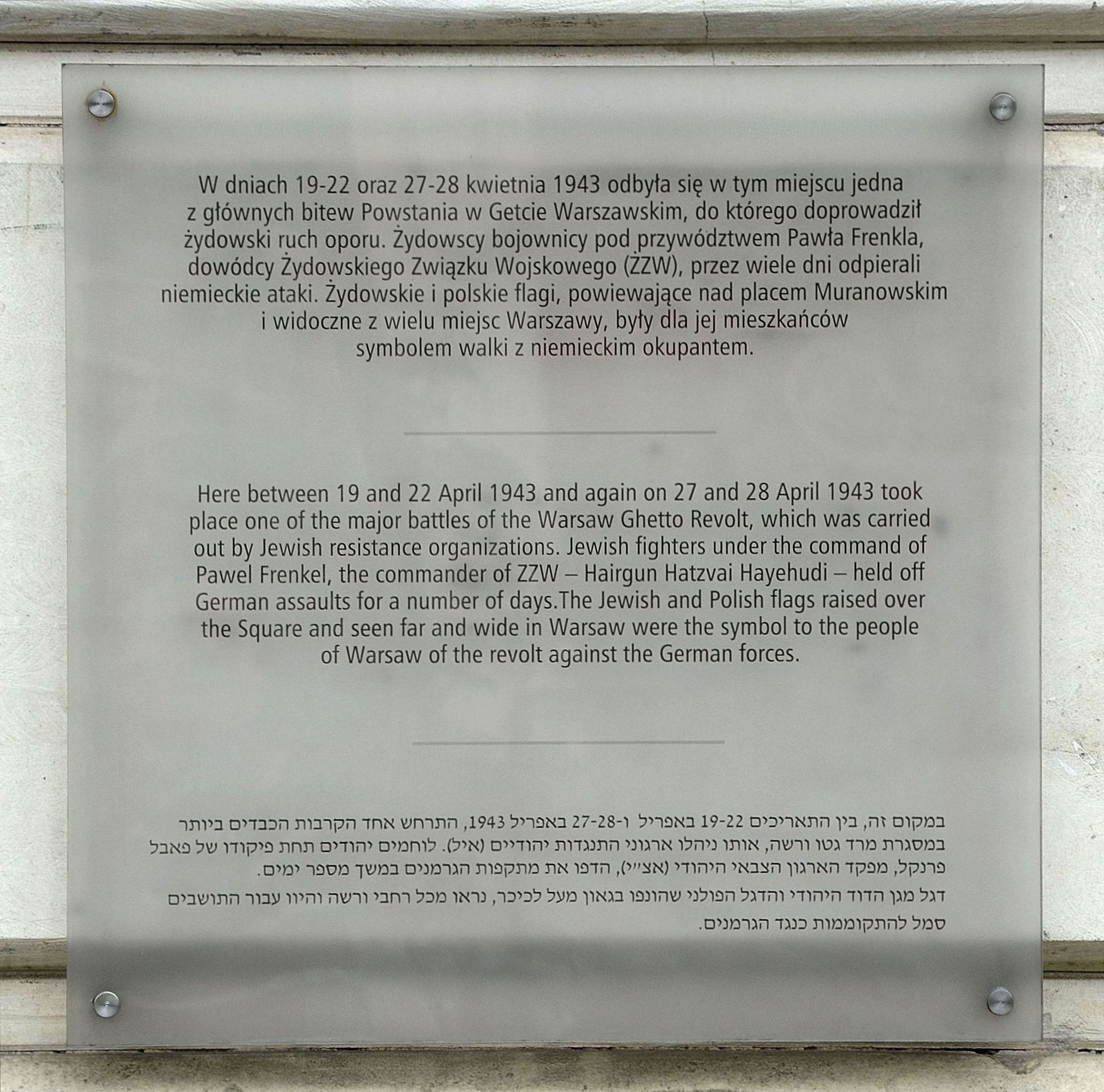
Tablica upamiętniająca bitwę na pl. Muranowskim. Tekst upamiętnienia wymienia Pawła Frenkla

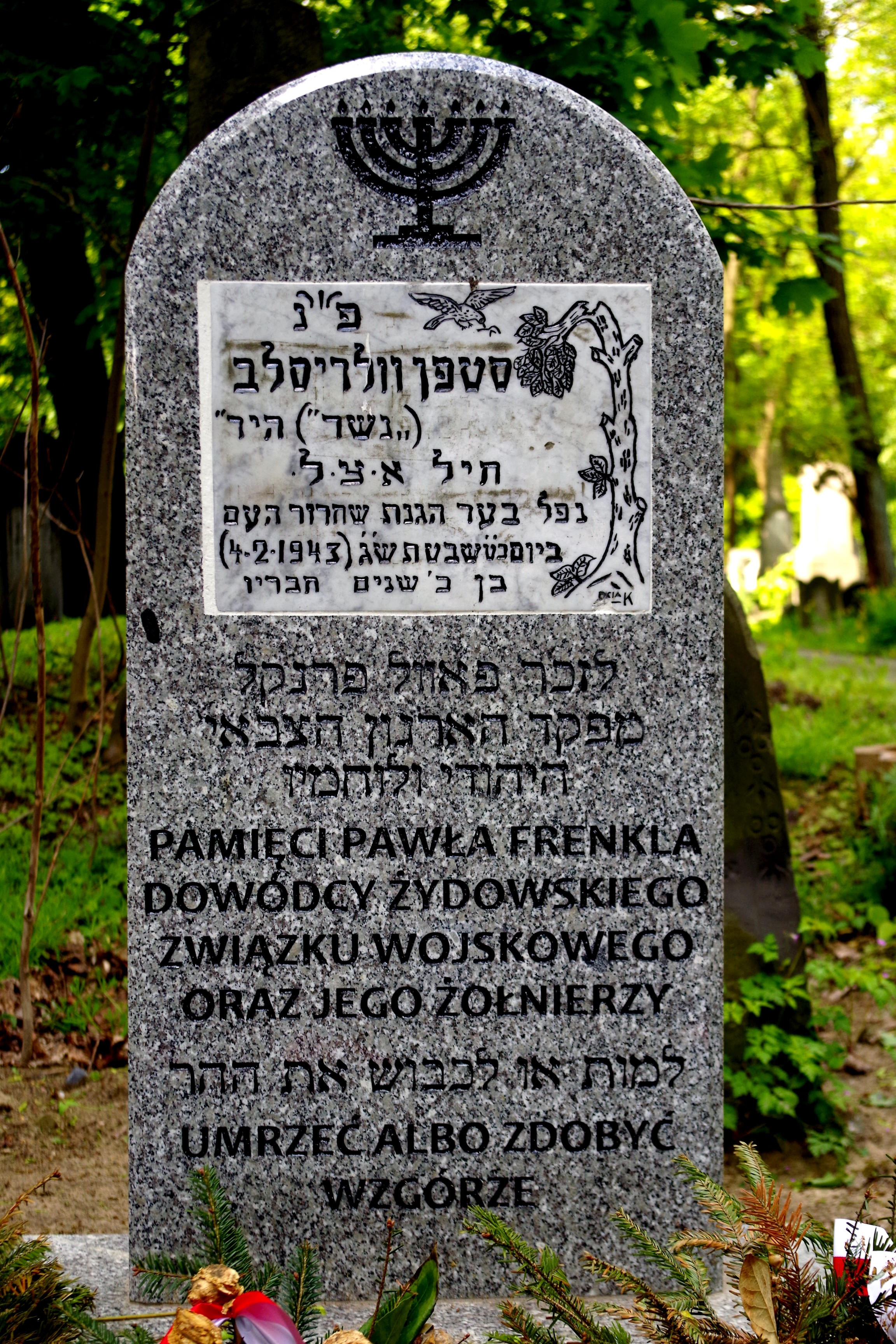
Symboliczny grób Frenkla i jego podkomendnych na cmentarzu żydowskim przy ul. Okopowej w Warszawie

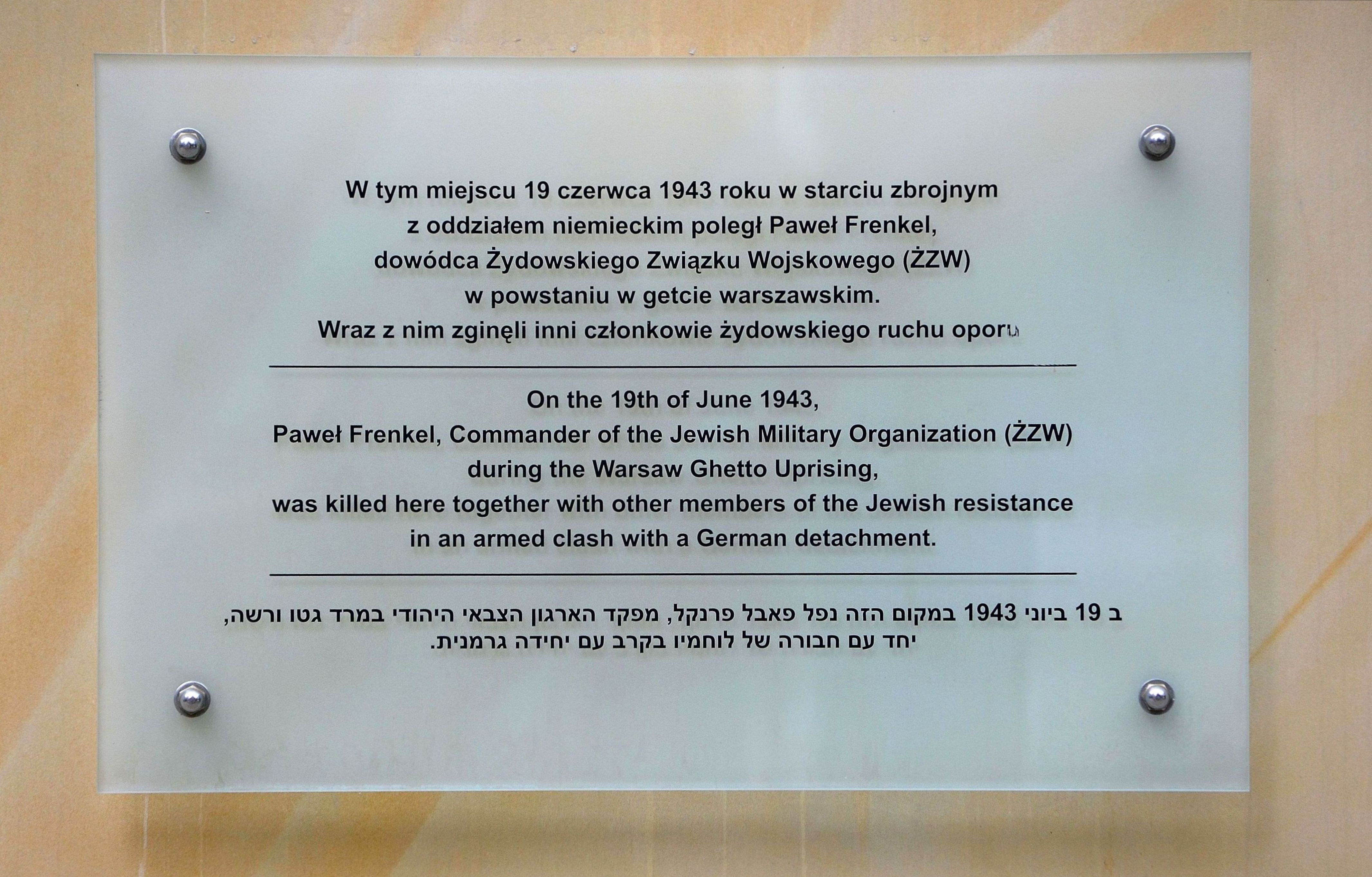
Tablica upamiętniająca Pawła Frenkla i członków jego oddziału przy ul. Grzybowskiej 5A w Warszawie

Paweł Frenkel (hebr. פאוול פרנקל, ur. 1920 w Warszawie, zm. 11 czerwca 1943 tamże) – dowódca Żydowskiego Związku Wojskowego, szef Departamentu Wojskowego i Informacyjnego tej organizacji. Działacz syjonizmu rewizjonistycznego i powiązanych z tym nurtem syjonizmu Masadą, Bejtarem, a także z Irgunem.

## Sprawa imienia
Niepewne pozostaje oficjalne brzmienie imienia Frenkla. Działacz Betaru Mosze Arens podaje w wątpliwość fakt, że Frenkel nosił imię Paweł, dość rzadkie nawet wśród zasymilowanych Żydów w przedwojennej Polsce. Również Dariusz Libionka i Maurice Weinbaum sugerowali, że imię Frenkla mogło brzmieć inaczej, co pozwoliłoby na wyjaśnienie nieznanych dotąd losów Frenkla przed powstaniem w getcie. Badacze sugerowali, że Frenkel mógł nosić imię Aszer (wówczas możliwe byłoby utożsamienie Pawła Frenkla z twórcą i przywódcą syjonistycznego kibucu-hachszary w Hrubieszowie, Aszerem Frenklem), lub Aron (Aron Frenkel był rzecznikiem zbrojnego ruchu oporu w getcie). Anna Ciałowicz sugeruje, że ponieważ imię Paweł jest uznawane w Izraelu za mało żydowskie, a ostatnio sporo ulic jest nazywanych imieniem Frenkla, więc zgodnie ze słowami Mosze Arensa zmienia się jego imię na Abraham (jako że wszyscy Żydzi są potomkami Abrahama).
W 2023 badacze z Centrum Pamięci Menachema Begina przedstawili hipotezę, wedle której prawdziwym imieniem Frenkla był Jakub.

## Życiorys
W wieku lat 18 przyłączył się do ruchu Betar. Możliwe jest, że przed wojną organizował kibuc (syjonistyczne szkoleniowe gospodarstwo rolne) w Hrubieszowie. Na wiosnę 1942 został jednym z założycieli Żydowskiego Związku Wojskowego oraz jego dowódcą wojskowym. Przygotowywał swoją organizację do powstania w getcie, kierował przygotowaniami do obrony kwatery głównej ŻZW przy ul. Muranowskiej 7/9 w Warszawie. 
Po wybuchu powstania (19 kwietnia 1943) był głównodowodzącym obrony placu Muranowskiego i dowódcą ŻZW w bitwie na pl. Muranowskim. W czasie bitwy przełamał okrążenie pozycji powstańczych, podchodząc wraz z innym dowódcą, Leonem Rodalem, do pozycji kolaboracyjnych formacji ukraińskich i atakując je z zaskoczenia.
Po załamaniu się obrony pl. Muranowskiego, Frenkel wraz ze swoim oddziałem wydostał się z getta podkopem (25 kwietnia 1943). Oddział zatrzymał się w przygotowanym wcześniej konspiracyjnym mieszkaniu na ul. Grzybowskiej 11/13. Mieszkanie to było połączone z bunkrem, znajdującym się w piwnicy budynku. Stamtąd pododdziały ŻZW wyruszały na nocne akcje do płonącego getta, próbując ratować uwięzioną tam ludność cywilną. W pierwszym tygodniu czerwca 1943 mieszkanie zostało zadenuncjowane Niemcom przez członka współpracującej z ŻZW polskiej organizacji konspiracyjnej „Miecz i Pług”, która opanowana została przez agentów Gestapo. 11 czerwca budynek został otoczony przez siły niemieckie. Frenkel wraz ze swoim oddziałem bronił się tam przez wiele godzin. Gdy skończyła się amunicja, żydowscy powstańcy nie chcąc zginąć z ręki wroga, popełnili samobójstwo wysadzając bunkier w powietrze. 
Dawid Wdowiński, jeden z pozostałych dowódców Żydowskiego Związku Wojskowego, określił Pawła Frenkla takimi słowami: „Był jedną z najpiękniejszych, najbardziej szczerych i skromnych postaci, jakie dane mi było spotkać w ciągu mojego długiego życia. Był uosobieniem „hadar” − godności”.

## Upamiętnienie
Pawłowi Frenklowi i Dawidowi Apfelbaumowi dedykowany jest jeden z kamiennych bloków warszawskiego Traktu Pamięci Męczeństwa i Walki Żydów znajdujący się przy ul. Dubois.
W marcu 2012 na bocznej ścianie budynku przy ul. Grzybowskiej 5A (od strony zachodniej) − w miejscu, w którym zginął Paweł Frenkel oraz jego towarzysze − odsłonięto tablicę pamiątkową.
W 2023 został odznaczony pośmiertnie Krzyżem Komandorskim Orderu Odrodzenia Polski.